# Centro Gallego de Alicante
El Centro Gallego de Alicante es una asociación regional ubicada en la calle Jovellanos de la ciudad española de Alicante, frente a la playa del Postiguet, en el barrio de Raval Roig-Virgen del Socorro.
Organiza regularmente diversas actividades sociales y culturales, y está inscrita en el Registro Municipal de Entidades y forma parte de la Federación de Casas Regionales de Alicante.

## Historia
El Centro Gallego fue creado en 1969 con motivo de la inauguración de la calle Orense y la plaza de Galicia en la ciudad de Alicante. Aunque inicialmente sus actividades se limitaban a cenas de confraternización entre los miembros de la comunidad gallega de la ciudad, en la actualidad imparte cursos con la colaboración de la Junta de Galicia y organiza talleres, excursiones, degustaciones gastronómicas y otras actividades culturales, como la celebración de fiestas típicas de Galicia –entroido, magosto y fiestas del marisco y del pulpo– o sus eventos culturales –la festividad del apóstol Santiago y el Día de las Letras Gallegas–. Además participa en la celebración del "Día del Alicantino de Adopción", en las Hogueras de San Juan y en la tradicional ofrenda de flores a la patrona de Alicante.
Actualmente es una de las casas regionales más activas de Alicante y cuenta con cien familias asociadas.